# Туилъ
 Тази статия е за града в САЩ.  За окръга вижте Туилъ (окръг).  
Туилъ (на английски: Tooele) е град в окръг Туилъ, щата Юта, САЩ. Туилъ е с население от 22 502 жители (2000) и обща площ от 54,8 km². Намира се на 1537 m надморска височина. ЗИП кодът му е 84074, а телефонният му код е 435.